# هاوميا
هاوميا (بالإنجليزية: Haumea) (الرمز: ) عُرف سابقا بالاسم المؤقت "(136108) 2003EL61" وهو كوكب قزم من المجموعة الشمسية يوجد في حزام كويبر، وقد أعلن اكتشافه رسمياً في 28 كانون الأول/ديسمبر 2004 وسمي بشكل غير رسمي باسم «سانتا» أو سانتا كلوز لأنه اكتشف بعد عيد الميلاد، وأخذ الاسم الرسمي له في 17 كانون الأول 2008 بهاوميا و تم تصنيفه ضمن الكواكب القزمة. يبلغ الحضيض 35,164 وحدة فلكية والأوج يبلغ 51,526 وفترة الدوران حول الشمس 284,12 سنة.
كان يعتبر في سنة 2004 ثالث أكبر جسم في حزام كويبر بعد بلوتو وإريس، لكن سنة 2005 اكتشف ميكميك وهو أكبر منه قليلاً. للكوكب شكل بيضوي - إهليجي - كثير ويدور حول نفسه بشكل أسرع أربع مرات من أي جسم متوضع ضمن المجموعة الشمسية بقطر أكبر من 200 كم. تبلغ أبعاده 1960×1520×1000 كم.

## تصنيفه
تم تصنيفه ضمن الكواكب القزمة, وهو الخامس من حيث التصنيف رسميا، الأربعة الأخرون هم بلوتو ، ايريس ، سيريس ، وماكيماكي، وتم الإعلان عنه رسميا من قبل الاتحاد الفلكي الدولي بانه كوكب قزم في 17 سبتمبر 2008.

## كتلته
تبلغ كتلته ثلث كتلة بلوتو.

## كثافته
هاوميا يعتبر كوكب صخري حيث أنه كثيف نسبيا، يعتقد أن كثافته تتراوح بين 2.6 إلى 3.3 جرام لكل سم مكعب، مما يعني على الارجح انه مكون في الغالب من الصخور، والتي هي غريبة نوعا ما نظرا لأن معظم أجسام حزام كيوبر تتكون في معضمها من الجليد (والذي هو أقل كثافة) داخلهم.

## سرعته
يدور هاوميا حول نفسه بشكل أسرع أربع مرات من أي جسم متوضع ضمن المجموعة الشمسية بقطر أكبر من 200 كم. تبلغ أبعاده 1960×1520×1000 كم.بالنسبة لعلماء الفلك ،ان هذه سرعة الدوران يمكن تفسيرها بدخول في اصطدام مع كائن سماوي آخر.

## شكله
شكل الكوكب الإهليجي يشبه كرة رغبي إضافة إلى أقماره، يجعل منه جرما غريبا، ولكنه يمكن أن يكشف عن بعض الأمور المثيرة عن تاريخ الإصطدامات في النظام الشمسي، وقد يعطي تفسيرات حول وجود حزام كويبر الذي يقع خارج مدار كوكب نبتون الذي يعتبر الكوكب الأكثر بعدا في النظام الشمسي.
يربط علماء الفلك بين دوران الكوكب السريع وشكله الشاذ وتركيبته الغريبة، ويعتقدون أن هذا الكويكب قد يكون قد اصطدم مع جرم آخر كبير قبل حوالي 100 مليون سنة. حيث أثر ذلك الاصطدام على سرعته وأعطاه الشكل الغريب، وسبب في انفصال طبقات الجليد الخارجية التي تكسو الكوكب والخفيفة الوزن وتسربت إلى الفضاء الخارجي، وخلفت وراءها الصخور الأكثر كثافة، وربما كانت أقماره هي بقايا الحطام الناتج عن الاصطدام. ويعتبر هو العضو الأكبر في التصنيف الذي يسمى عائلة المتصادمين Collisional Family وهو تصنيف للكويكبات فيما بعد نيبتون داخل حزام كيوبر والتي تعرضت خلال حياتها لإصطدامات مؤثرة.

## هاوميا مقارنة مع كواكب أخرى
وهو مثل كوار وسيدنا وغيرهما، يدور حول الشمس في حقل من حطام متجمد من الاجسام يمتد سبعة بلايين ميل في حزام كيوبر في مدار ما بعد نيبتون. اكتشف في عام 2004، من قبل فريق من الفلكيين برئاسة مايك براون Mike Brown في معهد التكنولوجيا بكاليفورنيا من صور التقطها مرصد بوليمار Palomar.
كان يعتبر في سنة 2004 ثالث أكبر جسم في حزام كويبر بعد بلوتو وإريس، لكن سنة 2005 اكتشف ميكميك وهو أكبر منه قليلاً. ويدور حول نفسه بشكل أسرع أربع مرات من أي جسم متوضع ضمن المجموعة الشمسية بقطر أكبر من 200 كم. تبلغ أبعاده 1960×1520×1000 كم.
يعتبر هذا الكويكب أصغر من كلا من بلوتو واريس، ويتميز أنه لا يتخذ شكلا كرويا، إنما شكل إهليجي. ويدور بسرعة كبيرة قد يكون قد أثر في شكله. هذا الشكل الغريب والذي يبلغ طول المحور الأطول فيه 1,960 كيلومتر، وفقط نحو نصف هذا الرقم—996 كم—هو طول المحور الأقصر.
و يبلغ الحضيض 35,164 وحدة فلكية والأوج يبلغ 51,526 وفترة الدوران حول الشمس 285,4 سنة.

## سطحه
سطح هاوميا يبدو ساطعا مثل الثلج، والتي يعطي دلالة على أن معظم سطحه من بلورات الماء المتجمد وتشير الدراسات إلى أن حوالي 66٪ إلى 80٪ من سطح هويما من جليد الماءو بحسب صور التقطها التلسكوب العظيم «ڤي إل تي» التابع للمرصد الأوروبي الجنوبي «إيسو» المركّز في تشيلي، تبيّـن أن ثلاثة أرباع سطح «هوميا» مغطّاة ببلّورات المياه الجليدية، وربما يكون سيانيد الهيدروجين أو السيلكات حيث لها درجة عالية من اللمعان والسطوع، ويعتقد أيضا أن كلا من أملاح السيانيد الغير عضوية مثل البوتاسيوم وسيانيد النحاس قد تكون موجودة أيضا.
أن الأشعّة الشمسية تدمّر باستمرار البنية البلّورية للسطح الجليدي، لذالك هناك حاجة لمصادر طاقة للحفاظ عليها, ووفاقاً للباحثين، فإن تأثير المد والجزر بين «هاوميا» وقمريه «هياكا» و«ناماكا» ووجود عناصر مشعّة داخل الكوكب الصغير، (بوتاسيوم-40 وثوريوم-232 واورانيوم-238) عاملان يؤمّنان هذه الطاقة المطلوبة.

## اليوم على سطح كوكب هاوميا
يوم هويما قصير جدا يبلغ تقريبا أقل من أربع ساعات فهي تبلغ 3.9 ساعة تقريبا، ويعتبر هذا هو أقصر فترة دوران لاي جسم في النظام الشمسي لجسم يبلغ حجمه أكبر من 100 كيلومتر.

## تاريخ اكتشافه و تسميته

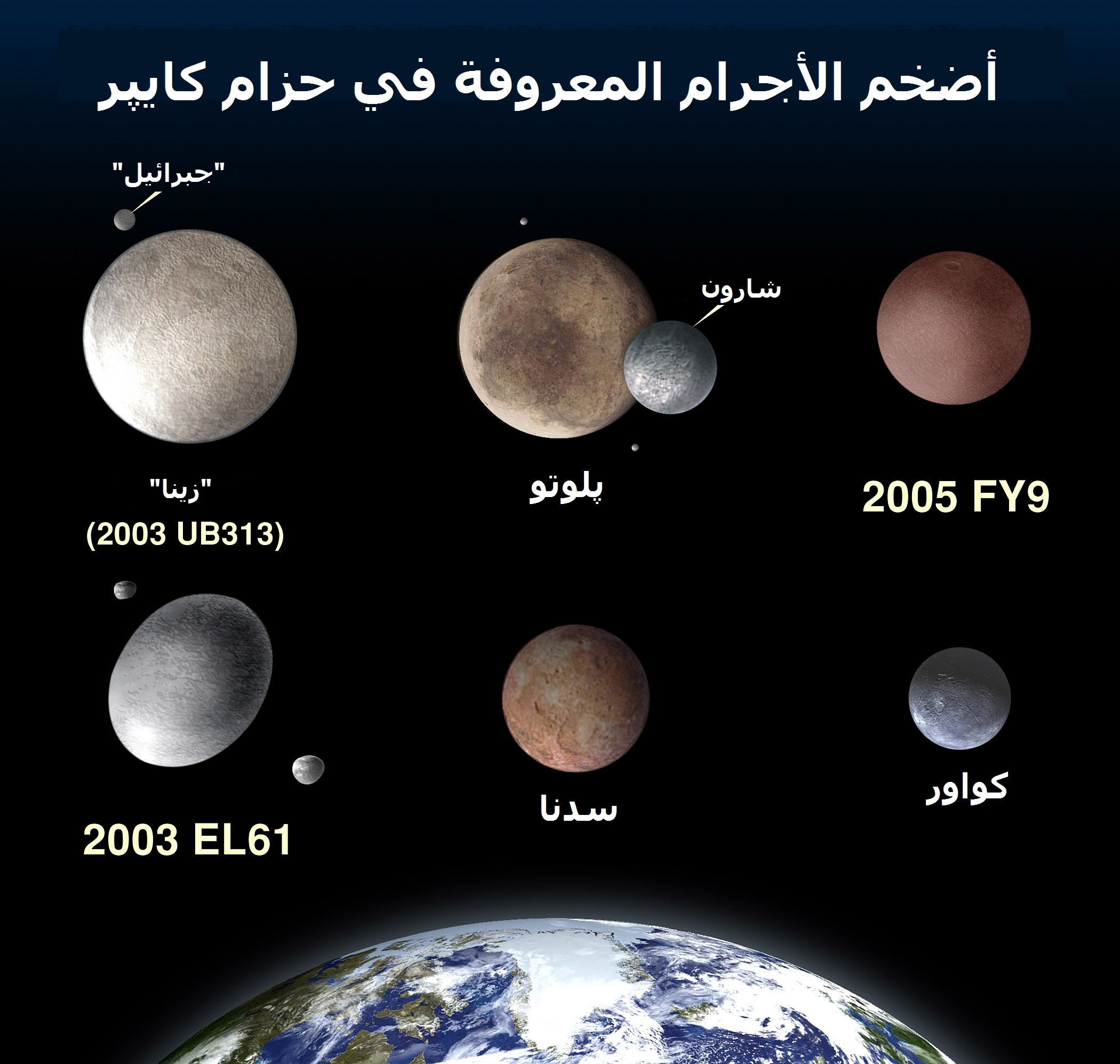
مقارنة بين أحجام أكبر الأجرام المُكتشفة في حزام كويبر، ومن ضمنها هاوميا. والذي يظهر في الأسفل إلى اليسار، حيث أن شكله إهليجي - بيضاوي - ومكتوب تحته اسمه السابق "(136108) 2003EL61".

بعد اكتشاف هاوميا في 28 كانون الأول/ديسمبر عام 2004 قام فريق الاكتشاف بتسميته باسم مبدئي لاستخدامه بين بعضهم البعض هو «سانتا» أو سانتا كلوز لأنه اكتشف بعد عيد الميلاد ، ريثما يُعطى اسماً دائماً. في حين أن الفريق الإسباني طلب من مركز الكواكب الصغيرة تسمية الجرم، وقد أعطى المركز لهاوميا أول تصنيف رسمي وسمّاه برقم فهرسي ضمن «فهرس الكواكب الصغيرة» وهو "2003 EL61" (و2003 ترمز إلى تاريخ التقاط الصور التي تم الاكتشاف بواسطتها). وبعد هذا، اقترح الفريق الأمريكي إطلاق اسم «هاوميا» على هذا الجرم. وقد أطلق الفريق الإسباني أيضاً اسماً على هاوميا، لكنه رُفض لأنه كان لآلهة من العالم السفلي، في حين أن خطوط الإرشاد التي وضعها الاتحاد الفلكي الدولي تقتضي تسمية أجرام من جزء آخر من النظام الشمسي بأسماء آلهة العالم السفلي.
في سبتمبر/أيلول 2006 تم اتخاذ قرار من قِبل الاتحاد الفلكي الدولي بإقرار اسم «هاوميا» الذي اقترحه الفريق الأمريكي (بما أن الاسم الذي اختاره الفريق الإسباني غير مناسب). تم اتخاذ القرار بعد مناقشة بين أعضاء «لجنة الاتحاد الفلكي الدولي لتسمية الأجرام الصغيرة» و«مجموعة عمل الاتحاد الفلكي الدولي لتسمية الأنظمة الكوكبية». أما اسم هاوميا، فقد اختير سيراً على خطوط الإرشاد التي وضعها الاتحاد الفلكي الدولي، والتي تقتضي أن تُسمى أجرام حزام كويبر الكلاسيكية بأسماء ميثولوجية مرتبطة بالاكتشاف. حيث أن «هاوميا» هو اسم إلهة الولادة والخصْب في الميثولوجيا الهاواييّة، وقد اختير الاسم من هذه الميثولوجيا بما أن موقع الاكتشاف كان في جزيرة هاواي. واسم هاوميا هو مناسب من نواح أخرى في الحقيقة، فالإلهة هاوميا كانت تُمثّل أيضاً عنصر الحجر عند الهاوايّين القدماء، في حين أن أرصاد هاوميا تُشير إلى أنه - وبشكل غير اعتيادي لأجرام حزام كويبر - يتكون تماماً تقريباً من الصخور، إضافةً إلى قشرة من الجليد النقي. وأيضاً، حسب الميثولوجيا الهاوايية، انبثق طفل هاوميا من أجزاء عديدة من جسدها. والأمر مشابهٌ بالنسبة لهاوميا، حيث أنه يُعتقد أن تابعيه قد تشكّلا من الحطام المُتطاير من اصطدامات بين هاوميا وأجرام أخرى. ونسبة إلى هذا، تمت تسمية القمرين بأسماء بعض بنات هاوميا.

## أقماره
كان «هاوميا» الذي يحمل اسم إلهة الخصوبة في هاواي، قد اصطدم بجسم آخر صخري من تلك الاجسام القريبة من النظام الشمسي، ما ادى إلى نشوء القمرين (بقطر يتراوح بين 200 و300 كلم)، اللذين يحملان اسمي ابنتي الإلهة.
كما أن نتيجة الدراسات والملاحظات أعطت نتائج أن 90% من مكونات قمري الكوكب هي من جليد الماء. وقد أطلق عليهما اسما نماكا (Namaka) وهياكا (Hi'iaka):
- هياكا - اسمه المؤقت .S/2005 (2003 EL61) 1: هو القمر الأكبر والألمع والأبعد عن كوكبه، ويبلغ قطره حوالي 310 كيلومترات، ويدور حول كوكبه في مدار دائري كل 49 يوماً على مسافة 49,500 كيلومتر، وفيما يبدو أن الماء المتجمد يغطّي جزءاً كبيراً من سطحه، وقد تم اكتشافه في 26 يناير 2005 من قبل فريق مايك براون.
- ناماكا - اسمه المؤقت S/2005 (2003 EL61) 2: هو القمر الأصغر والأقرب، يبلغ قطره حوالي 170 كيلومتراً، ويدور حول هاوميا في مدار إهليجي حادٍّ نسبياً كل 18 يوماً تقريباً وعلى مسافة 39,300 كيلومتر. وقد اكتشفت في 30 يونيو 2005، على الرغم من أنه قد تم إعلان الاكتشاف رسمياً في 29 نوفمبر 2005. وكان مكتشفه هو فريق مايك براون أيضاً.